# Козельське князівство
Козельське князівство — південно-східне руське удільне князівство в складі Чернігівського князівства династії Рюриковичів, з центром у місті Козельськ. Вотчина княжого роду Ольговичів.
З кінця 12 — початку 13 століття престол у Козельську був сходинкою до титулу чернігівського князя. Як правило, правителі Чернігова призначали головами Козельського князівства своїх синів, які після зайняття Київського престолу батьками чи раптової смерті останніх, ставали князями Чернігова.